# Аттенвайлер
Аттенвайлер (нім. Attenweiler) — громада в Німеччині, знаходиться в землі Баден-Вюртемберг. Підпорядковується адміністративному округу Тюбінген. Входить до складу району Біберах.
Площа — 27,21 км2. Населення становить 1970 ос. (станом на 31 грудня 2020).